# Klemens Kołakowski
Klemens Kościesza Kołakowski (ur. 1856, zm. 4 września 1908 we Lwowie) – redaktor i wydawca „Gazety Polskiej”, „Tygodnika Narodowego”.

## Życiorys
W latach 1883–1906 był redaktorem wydawanej w Czerniowcach „Gazety Polskiej”. Był jednym z założycieli w 1892 roku, a później wieloletnim prezesem Towarzystwa Gimnastycznego „Sokół” w Czerniowcach. W 1900 roku w uznaniu zasług przyznano mu tytuł członka honorowego. W 1899 roku przeniósł się do Lwowa. Rok później poślubił Zofię z Zarzyckich Komarnicką. Miał z nią córkę Jadwigę, która poślubiła dra Czesława Mussila. Zmarł 4 września 1908 roku. Pochowany został na Cmentarzu Łyczakowskim we Lwowie.

## Redaktor i wydawca
Po przeprowadzce w 1899 roku do Lwowa, od 1 stycznia 1900 roku przejął redakcję „Przewodnika Gimnastycznego „Sokół”. W 1892 roku napisał tekst Marsza sokołów na Bukowinie.